# キーリー・サンチェス
キーリー・ミシェル・サンチェス（Kiele Michelle Sanchez, [ˈkiːli] KEE-lee; 1976年10月13日 - ）は、アメリカ合衆国の女優である。A&Eの『ザ・グレイズ 〜フロリダ殺人事件簿』でキャリー・カーギル役を務めていることで知られる。

## 生い立ち
イリノイ州シカゴで生まれる。父親は競馬の騎手である。4人兄弟の1人で、プエルトリコ及びフランス系である。グレンバード・ノース・ハイスクール時代に俳優活動を始め、舞台劇『怒りの葡萄』などへ出演した。彼女は舞台恐怖症であったが克服した。

## キャリア
2000年にニューヨークのMTVのWanna Be a VJコンテストのオーディションを受ける。最終審査の5人まで残ったものの、落選するが、MTVを見ていたエージェントは彼女に興味を示した。
エージェントの勧めでロサンゼルスへ移った後、サンチェスはオーディションを受け、短命に終わったドラマシリーズ『That Was Then』やシットコム『Married to the Kellys』に出演する。2003年には映画『ふたりにクギづけ』に出演する。2006年にはABCの『LOST』の第3シーズンでメインキャラクターのニッキー・フェルナンデス役を演じるが、6話登場したのみでキャラクターは死亡してしまう。2008年には『サマンサ Who?』に複数回出演する。また2008年の映画『ゾンビ・ホスピタル』、2009年の映画『パーフェクト・ゲッタウェイ』にも出演する。
2010年のビデオ映画『30デイズ・ナイト2: ダーク・デイズ』では1作目のメリッサ・ジョージに代わってステラ・オルソンを演じた。

## 私生活
脚本家で映画監督のザック・ヘルムと結婚していたが、後に離婚した。
2010年春、テレビ映画『The Matadors』の現場で知り合った俳優のザック・ギルフォードと交際を始める。2011年11月に2人は婚約し、2012年12月29日に結婚した。

## フィルモグラフィ

### 映画
| 年   | 邦題 作品                                                                                           | 役名                 | 備考       |
| ---- | --------------------------------------------------------------------------------------------------- | -------------------- | ---------- |
| 2000 | Live Girls                                                                                          | Lynne                | テレビ映画 |
| 2000 | Migrating Forms                                                                                     | Dream Woman          |            |
| 2001 | The Kiss                                                                                            | Girl                 | 短編映画   |
| 2001 | Stealing Time                                                                                       | エミリー             |            |
| 2001 | Class Warfare                                                                                       | Amber Whidden        | テレビ映画 |
| 2003 | Young MacGyver                                                                                      | テイラー             | テレビ映画 |
| 2003 | ふたりにクギづけ Stuck on You                                                                       | Pepper Spray Cutie   |            |
| 2007 | Football Wives                                                                                      | Donna Reynolds       | テレビ映画 |
| 2007 | マゴリアムおじさんの不思議なおもちゃ屋 Mr. Magorium's Wonder Emporium                               | ミセス・グッドマン   |            |
| 2008 | ゾンビ・ホスピタル Insanitarium                                                                     | リリー               | ビデオ映画 |
| 2008 | The End of Steve                                                                                    | Emily Green          | テレビ映画 |
| 2009 | パーフェクト・ゲッタウェイ A Perfect Getaway                                                        | ジーナ               |            |
| 2010 | The Matadors                                                                                        | Natalie Munoz        | テレビ映画 |
| 2010 | Redemption Road                                                                                     | ハンナ               |            |
| 2010 | 30デイズ・ナイト2: ダーク・デイズ 30 Days of Night: Dark Days                                       | ステラ・オルソン     | ビデオ映画 |
| 2011 | バーン・ノーティス 元スパイの逆襲: サム・アックス 最後のミッション Burn Notice: The Fall of Sam Axe | アマンダ・メイプルズ | テレビ映画 |

### テレビシリーズ
| 年          | 作品                                         | 役名                     | 備考                                                   |
| ----------- | -------------------------------------------- | ------------------------ | ------------------------------------------------------ |
| 2002        | That Was Then                                | Claudia Wills-Glass      | 計3話出演                                              |
| 2003-2004   | Married to the Kellys                        | スーザン・ケリー         | 計21話出演                                             |
| 2005-2006   | Related                                      | Anne Sorelli             | 計19話出演                                             |
| 2006        | Four Kings                                   | ジェン                   | 第1話「Pilot」                                         |
| 2006        | Modern Men                                   | リサ                     | 第1話「Pilot」                                         |
| 2006        | Girls on the Bus                             | Ronnie Sarazen           | パイロット版のみでシリーズ化されず                     |
| 2006-2007   | LOST Lost                                    | ニッキー・フェルナンデス | 計14話（出演したのは計6話で、残り8話はクレジットのみ） |
| 2007-2008   | サマンサ Who? Samantha Who?                  | クロエ                   | 計4話出演                                              |
| 2010-継続中 | ザ・グレイズ 〜フロリダ殺人事件簿 The Glades | キャリー・カーギル       | 計49話出演                                             |